# Каньяс-и-Портокарреро, Висенте де
Диего Висенте Мария де Каньяс и Портокарреро, герцог дель-Парко (Вальядолид, 1751 — Кадис, 1824; упоминается как под именем Висенте, так и под именем Диего) — испанский дворянин, генерал, дипломат и политик. Сражался против французов во время Пиренейских войн, командуя Левой армией в битвах при Тамамесе, Карпио и Альба-де-Тормесе (1809). Служил полномочным министром в Санкт-Петербурге (1798), генерал-капитаном Кастилья-ла-Вьеха (1809), президентом Королевской канцелярии Вальядолида (1815), был назначен послом в Вене и в Париже (1815, в этих должностях не служил), советником Государственного совета (1819) и председателем Конгресса депутатов (1822).

## Ранние годы
Родился в Вальядолиде 24 мая 1751 года в аристократической семье с богатыми военными и придворными традициями. На следующий день он принял крещение в приходской церкви Сан-Мигель и получил имя Диего Висенте Мария.
Был сыном Мануэля Хоакина де Каньяс и Трельеса (1716—1791), VIII маркиза де Вальсеррато, испанского гранда, IV принца делла Сала ди Партинико и VI герцога дель-Парко, главного нотариуса королевства Леон, попечителя школы Майор-де-Куэнка в Саламанке, старший альгуасил (глава полиции) инквизиции Вальядолида и альфереса (младший лейтенант) (jure uxoris, то есть по праву жены) пехотного полка Кастильи, уроженца Овьедо; и Агустины Марии Портокарреро и Мальдонадо (1734—1764), III маркизы де Кастрильо и Вильявьеха, III графини Бельмонте дель Тахо, уроженки Саламанки.
Он был первым ребёнком у своих родителей; кроме него, у них было пять дочерей. Поскольку он был первенцем, все титулы его родителей со временем отошли к нему.
Его отец также был генерал-лейтенантом и много лет служил при дворе короля Карла III в должности камергера, а также в должности наставника-воспитателя трёх его несовершеннолетних детей-инфантов: дона Габриэля, дона Антонио Паскуаля и дона Франсиско Хавьера. Также его отец был младшим гофмейстером и управляющим королевскими имениями.
Висенте начал свою военную карьеру в 19 лет в качестве кадета пехотного полка. Несколько лет спустя начал служить во дворце, как и его отец, и вступил в Королевское экономическое общество друзей страны, заместителем председателя которого был избран в 1789 году.
3 ноября 1791 года король Карл IV повысил его до звания полковника и поручил ему создание добровольческого полка лёгкой пехоты в Таррагоне для наблюдения за каталонской границей; в следующем году полк был собран и размещён в Барселоне. Во главе этого подразделения участвовал в нескольких кампаниях против войск Французской Республики во время войны в Пиренеях, за что 12 апреля 1794 года получил звание фельдмаршала. За своё мужество, проявленное в этих боях, и цвет униформы добровольцы из Таррагоны получили прозвище «Красные» (исп. Les Rouges).
13 июня 1798 года Висенте был произведён в генерал-лейтенанты.

## Миссии в Санкт-Петербурге и Дрездене
13 июня 1798 года был назначен послом при дворе императора Франца II, а через три месяца госсекретарь Уркихо назначил его полномочным министром в Санкт-Петербурге.
Он отправился с верительными грамотами короля Карла IV ко двору Павла I, но по прибытии в Париж 1 января 1799 года наткнулся на противодействие французской Директории, не желавшей отправки посла из дружественной страны во враждебное государство. Препятствия властей заставили его задержаться в Париже как минимум до марта.
Из Мадрида последовал приказ отправиться в Дрезден, куда он прибыл в апреле 1799 года. При дворе Федерико Аугусто III он должен был обсудить возможность брака принца Астурийского с саксонской принцессой. После недолгого пребывания в Петербурге в конце 1799 года вернулся в Дрезден, где оставался до сентября 1800 года.
В 1802 году был отстранён от руководства дипломатической миссией в России и направлен в Антверпен, откуда тщетно просил позволить ему вернуться в Испанию. Министерство, которое не желало появления при дворе сторонника принца Астурийского, отправило его в Париж, где за ним должен был наблюдать посол Фредерико Гравина. 1 ноября 1804 года ему разрешили вернуться в Испанию.

## Байонское отречение
В начале 1808 года герцог дель-Парко был генерал-лейтенантом, капитаном третьей роты Королевского гвардейского корпуса и камергером короля Карла IV. При дворе его приняли явно враждебно, поскольку он был объявлен сторонником принца Фердинанда. Однако в марте Аранхуэсское выступление вызвало падение Годоя и восхождение на престол Фердинанда VII.
Висенте посоветовал королю отправиться во французскую Байонну, чтобы встретиться с Наполеоном. Он также отправился в Байонну в свите нового короля, который назначил его своим личным представителем; со стороны Наполеона таковым был его зять Иоахим Мюрат. В результате в мае того же года под нажимом Наполеона король и принц отреклись от испанского престола, который был в итоге передан Жозефу Бонапарту.
Был одним из 38 дворян — и одним из десяти грандов, — участвовавших в подобии кортесов, называемом байонской хунтой (или байонскими кортесами). С 15 июня по 7 июля 1808 года они обсудил и одобрили с небольшими изменениями проект конституции, подготовленный Наполеоном.
При обсуждении текста байонской конституции, предложенного хунте, дель-Парко отказался высказать своё мнение, заявив, что «я посвятил себя исключительно изучению военного искусства, которое я исповедую, и мне не хватает необходимых знаний, чтобы судить о конституции государства».
Также был среди подписавших прокламацию, призывающую сдержать распространяющиеся по всей Испании повстанческое движение, в которой подчёркивалась необходимость смириться перед свершившимся фактом.

## На службе у Жозефа Бонапарта
3 июля 1808 года присягнул на верность новой конституции и королю Жозефу I, который через четыре дня назначил его в капитаном своей гвардии. Многие другие испанские гвардейцы, недовольные узурпацией власти, покинули гвардию.
В декабре отправился в Чамартин-де-ла-Росу, перейдя под командование Мюрата, прибывшего в Мадрид во главе 1-го корпуса французской армии в сопровождении маршала Монсея и генерала Дюпона. 31 декабря дель-Парко передал ему испанскую реликвию, меч Франциско I.

## Война за независимость
Испанская война за независимость разрушила хрупкую власть хосефинос. После битвы при Байлене дель-Парко не последовал за новым королём, отступающим к Эбро, а вместо этого перешёл на сторону повстанцев.
Вместе с ним дезертировал ещё один генерал-лейтенант, Педро Родригес Лабурия. В начале марта 1809 года они оба перешли под командование генерала Гарсии де ла Куэсты, который реорганизовал армию Эстремадуры. Патриотически настроенная хунта Эстремадуры не приветствовал это назначение и сообщила Куэсте, что «генерал-лейтенанты, назначенные в армию этой провинции, герцог дель-Парко и дон Педро Родригес Лабурия, не пользуются благоприятным общественным мнением в свете их действий в отношении французов: сначала в Байонне и Мадриде, а затем при переходе на сторону Королевства».
Несмотря на это, ему было поручено командование 1-й дивизией армии Эстремадуры, с которой он принимал участие в битве при Медельине против армии маршала Виктора. Результат этой битвы был для испанцев катастрофическим, но герцог дель-Парко сыграл важную роль в защите позиции у Месас-де-Ибор, и поэтому Куэста похвалил его: «Действия герцога дель-Парко в тот день, когда он командовал своим войском с присущим ему спокойствием и опытом, заставили забыть о его прошлых поражениях и колебаниях».

### Левая армия
В июне 1809 года Верховная хунта назначила его генерал-капитаном Кастильи-ла-Вьеха, базирующейся в Сьюдад-Родриго, и поручила ему командование Левой армией.
Осенью одержал две важные победы над французскими войсками. Первая и самая важная произошла 8 октября в Тамамесе (Саламанка), где он разгромил армию генерала Маршана, что позволило ему вернуть Саламанку и поставить под угрозу французское правление в Кастильи-ла-Вьеха. Вторая, более сомнительная, была в Карпио (Вальядолид), где 23 ноября он победил генерала Келлермана.
В Карпио он узнал об ужасном поражении, нанесенном в Оканье генералу Арейсаге и его армии Ла-Манчи маршалом Сультом. Он решил уйти в Саламанку, но через три дня потерпел серьёзное поражение от Келлермана в Альба-де-Тормес. Во время отступления большая часть испанских войск бежала в горы Сьерра-де-Франсия. Собрав остатки своей армии, герцог дель-Парко объединил свои войска с силами герцога де Альбуркерке в Эль-Пуэнте-дель-Арсобиспо, где они вступили в бой 8 августа 1809 года.
После битвы при Арсобиспо начал терять доверие к Центральной хунте, и был уволен в январе 1810 года. Поселился в Кадисе, откуда написал два письма Фернандо VII, оправдывая свои военные действия.
В феврале 1810 года был назначен губернатором и генерал-капитаном Канарских островов.

### Третья армия
После военной реформы 4 декабря 1812 года, в ходе которой шесть армий были преобразованы в четыре действующие армии и два резерва, регентский совет назначил его главнокомандующим Третьей армией и генерал-капитаном Хаэна и Гранады.

## Политическая карьера и смерть
Дель-Парко был президентом Королевской канцелярии Вальядолида.
28 июня 1814 года был удостоен титула гранда королём Фердинандом VII.
4 сентября 1815 года был вновь назначен послом в Вене, а 8 октября 1815 года в Париже, но так и не служил в этих должностях.
В 1816 году был избран председателем Постоянного комитета величества Испании, государственного консультативного органа, руководившего вопросами дворянских титулов. Сменил на этом посту герцога де Сан-Карлоса, который был первым председателем с 1815 года.
В 1819 году вступил в Государственный совет.
Был депутатом в законодательном органе Конгресса депутатов от Вальядолида в 1822—1823 гг. во время трёхлетнего либерального периода, а с ноября по декабрь 1822 года председательствовал на Конгрессе.
Его имя было указано в списке испанских дворян, которых полиция Фердинанда VII и инквизиция считали масонами.
Умер 12 марта 1824 года в Кадисе, будучи вдовцом. У него не было выживших потомков.

## Титулы
- VII герцог дель-Парко (1792)[18]
- Гранд 2-го класса (1792)[5]
- IX маркиз де Вальсеррато[исп.] (1792)
- IV маркиз де Кастрильо[исп.] (1764)[3]
- маркиз де Вильявьеха[исп.] (номинальный, 1764)[17]
- IV граф де Бельмонте-дель-Тахо[исп.] (1764)
- V принц делла Сала ди Партинико[исп.] (1791, титул королевства Сицилии)
- VII барон де Регюльфо (1791, титул королевства Сицилии)
- Большой крест ордена Карлоса III (15 апреля 1809)[21]
- Большой крест ордена Святого Фердинанда (1815)[22]

## Брак и потомство
Женился в 1771 году, в возрасте двадцати лет, на Марии дель Розарио Томаса де Рианьо и Веласкес де Лара (ок. 1752—1774). Этот единственный брак герцога продлился всего три года. Его жена умерла в 1774 году, оставив его с маленьким ребёнком:
- Франсиско Мария де Каньяс и Рианьо (1772—1790), VI графиня Вильярезо, которая в 1778 году унаследовала этот титул от своего деда по материнской линии, но скончалась незамужней 11 февраля 1790[23].

Висенте наследовала его сестра Мария Франсиска де Паула де Каньяс и Портокарреро (1755—1833), которая была VIII герцогиней дель-Парке, X маркизой де Вальсеррато и V де Кастрильо, V графиней Бельмонте, грандессой Испании, VI принцессой делла Сала ди Партинко, VIII баронессой Регюльфо. В 1782 году она вышла замуж за Хосе Мигеле де Сальседо Канаверале и Понсе де Леоне (ок. 1750—1789), I графа Беналуа, рыцаря ордена Сантьяго; у них были потомки.

## Образ в «Национальных эпизодах»
В 1876 году, в пятом романе второго цикла романов «Национальные эпизоды» под названием «7 июля», в котором Бенито Перес Гальдос рассказывает о восстании Королевской гвардии и части армии, совершённом в 1822 году с целью возврата короля Фердинанда VII и возвращения к абсолютизму, он изображает герцога дель-Парко следующим образом:
Герцог дель-Парко был одним из наиболее выдающихся испанских генералов времён войны за независимость. После Альвареса, самого героического; Альбуркерке, самого умного; Кастаньоса, самого удачливого, и Блейка, самого воинственного, хотя и самого неудачливого, необходимо поставить герцога дель-Парко, который, командуя армией Галиции, выиграл битву при Тамамесе 18 октября 1809 года. В ней генерал Маршан и его двенадцать тысяч французов потерпели поражение, потеряв две тысячи человек, пушку и флаг. Впрочем, куда меньше Его превосходительству везло в политике, которой он посвятил себя с неподдельным рвением, несмотря на полное отстутствие способностей к этому грубому искусству.
...Его Превосходительство обладал большим состоянием; он был щедр, добр и знаменит, насколько только мог быть знаменит герцог, генерал и испанец в те времена...